# Sofroniusz II (patriarcha Aleksandrii)
Sofroniusz II – chalcedoński patriarcha Aleksandrii w 941 r.. Był patriarchą tylko przez kilka miesięcy.